# Шоу во время перерыва Супербоула XXVII
Шоу во время перерыва между таймами Супербоула XXVII состоялось 31 января 1993 года на стадионе Роуз Боул в Пасадине, штат Калифорния, США во время финального матча чемпионата Национальной футбольной лиги Супербоула XXVII. Хедлайнером шоу стал Майкл Джексон. Певец исполнил попурри из своих хитов: «Jam», «Billie Jean», «Black or White» и завершил выступление балладой «Heal the World» вместе с большим хором. Джексон стал первым артистом мирового масштаба, приглашённым выступить в перерыве Супербоула.
В течение многих лет телевизионные рейтинги финала НФЛ неуклонно падали. Трансляция игры во время шоу Джексона в перерыве матча собрала у экранов 133,4 млн телезрителей в США — она стала самым рейтинговым телевизионным событием в стране на тот момент. Певцу удалось удержать высокий рейтинг трансляции и, по признанию журналистов и критиков, открыть новую эру в истории этого ежегодного события: в дальнейшем НФЛ стали приглашать на шоу в перерывах крупных знаменитостей или группы, состоящие из них.

## Предыстория
С 1967 года, когда состоялся первый финал турнира НФЛ под названием Супербоул, в перерывах матчей организовывались короткие выступления. Организаторы приглашали на матчи марширующие группы, при этом телевизионные рейтинги финалов из года в год падали. В 1991 году в НФЛ решились на перемены и пригласили на Супербоул XXV известную на тот момент поп-группу New Kids on the Block, а в 1992 году в перерыве выступили Глория Эстефан и Стиви Уандер, однако рейтинги трансляции матча на CBS снова упали — конкурирующий телеканал Fox переманил большую долю телезрителей специальным выпуском своего комедийного шоу «В живом цвете». Организаторы приняли решение сделать всё возможное, чтобы такое не повторилось во время следующего финала турнира и обратились к Майклу Джексону, предложив ему выступить на Супербоуле XXVII.
Певец тогда занимался продвижением своего нового альбома Dangerous, во второй половине 1992 года он отправился в мировой концертный тур в его поддержку. Предложение НФЛ Джексон первоначально воспринял скептически, но затем передумал и согласился.

## Подготовка
О том, что хедлайнером шоу будет Майкл Джексон, было объявлено в сентябре 1992 года. Спортивный директор телеканала NBC предложил своих подчинённых для подготовки к трансляции выступления, но певец настоял на том, чтобы продюсером и режиссёром шоу стал Дон Мишер, с которым он уже поработал во время съёмок концерта в честь 25-летия Motown.
Была разработана 12-тонная сцена, состоявшая из 26 частей, которая включала в себя место для всей группы музыкантов, гримерку для Джексона, осветительное и пиротехническое оборудование. Перед командой волонтёров из 270 человек стояла задача за 3 минуты 48 секунд возвести на поле сцену, затем, во время следующей коммерческой паузы, разобрать её и при этом не повредить газон. Приготовления велись три с половиной месяца, репетиции продолжались весь январь 1993 года, для них в Пасадине был выстроен специальный павильон. О концепции шоу было ничего неизвестно, репетиции были закрытыми и засекреченными. 26 января 1993 года певец дал короткую пресс-конференцию, на которой объявил, что его гонорар за выступление от спонсоров — 100 тысяч долларов — будет пожертвован в благотворительный фонд Джексона Heal the World Foundation.

## Выступление
На стадионе музыканта объявил Джеймс Эрл Джонс, сначала Джексон появился на двух экранах по краям сцены, на площадках над ними возникли два дублёра певца, и только затем он сам появился на центральной площадке, взлетев над сценой на 2,5 метра. В течение почти двух минут Джексон, одетый в чёрно-золотой костюм в стиле милитари, стоял неподвижно — аналогично начинался каждый концерт его мирового тура в поддержку альбома Dangerous. Музыкант исполнил попурри из укороченных версий своих хитов: «Jam», «Billie Jean» и «Black or White». Затем под аккомпанемент «We Are the World» в исполнении детского хора к шоу присоединились зрители на стадионе: каждому из них заранее были выданы цветные куски картона, которые они в определённый момент подняли над головами, и, таким образом, все зрительские сектора стадиона стали представлять собой изображения детей, держащихся за руки. Джексон произнёс небольшую речь, и зазвучала финальная песня «Heal the World», которую певец исполнил вместе с большим хором, а в это время в центре сцены появился большой воздушный шар в виде планеты Земля.
Трансляция игры во время шоу Джексона в перерыве матча собрала у экранов 133,4 млн телезрителей в США — она стала самым рейтинговым телевизионным событием в стране на тот момент.

### Сет-лист
1. «Jam» (с фрагментом вступления «Why You Wanna Trip on Me»)
2. «Billie Jean»
3. «Black or White»
4. «We Are the World» (фрагмент в исполнении детского хора)
5. «Heal the World»

## Влияние

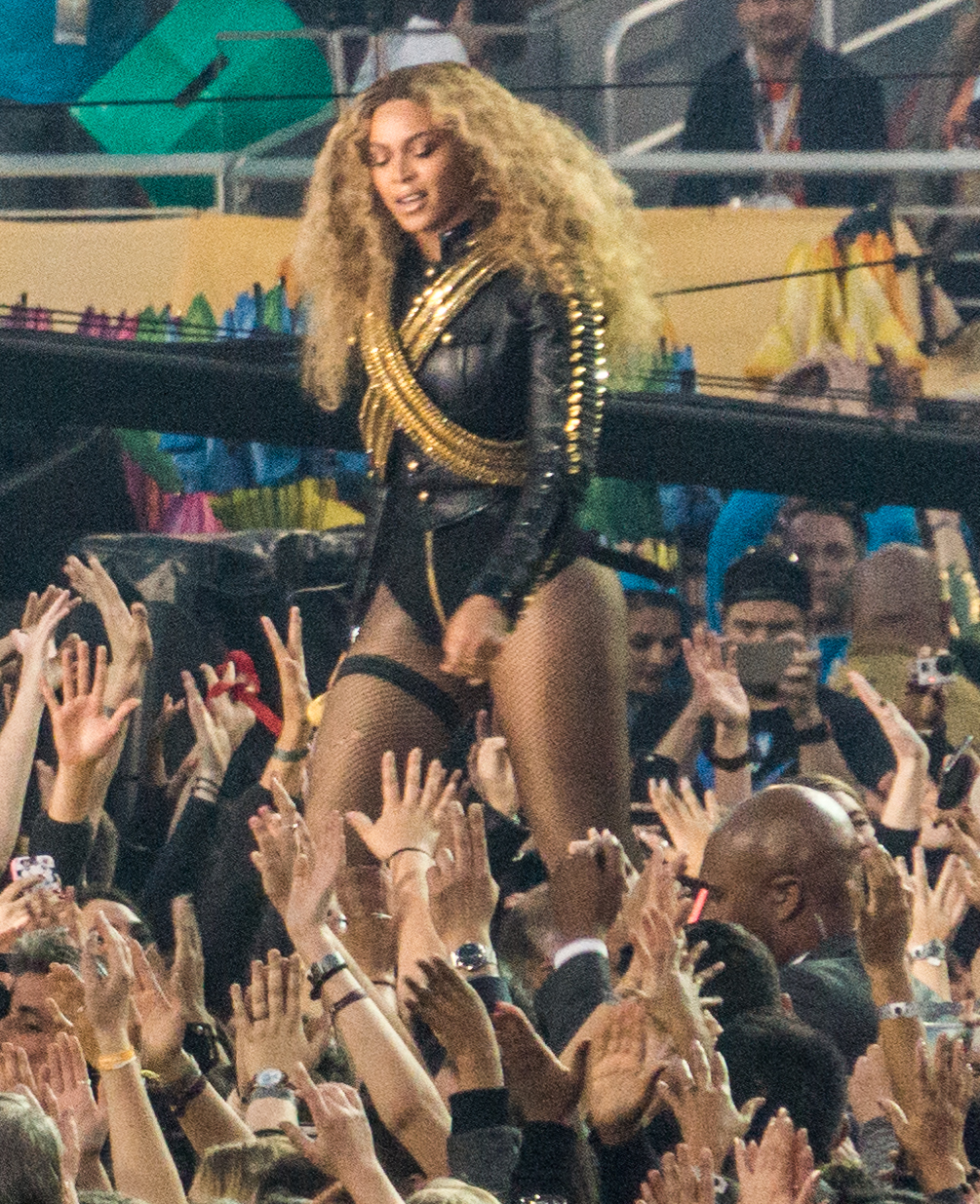
Бейонсе выступает в перерыве Супербоула 50, 2016 г.

Майкл Джексон стал первым артистом мирового масштаба, приглашённым выступить в перерыве Супербоула. Своим выступлением ему удалось удержать высокий телевизионный рейтинг трансляции и, по мнению журналистов, открыть новую эру в истории этого ежегодного события. В дальнейшем НФЛ стали приглашать на шоу в перерывах крупных знаменитостей или группы, состоящие из них, на аренах в разные годы выступили: Мадонна, Принс, Rolling Stones,  U2, Леди Гага и многие другие. По словам Дона Мишера до 1993 года шоу в перерывах матчей готовились спортивными продюсерами и режиссёрами, но после того, как Джексон настоял на том, чтобы его выступление было подготовлено Don Mischer Productions, для постановок стали специально приглашать команды из индустрии развлечений.
В 2016 году во время перерыва Супербоула 50 певица Бейонсе появилась на сцене в наряде, стилизованном под костюм Джексона с выступления 1993 года.